# Chilicola maculipes
Chilicola maculipes är en biart som beskrevs av Michener 2002. Chilicola maculipes ingår i släktet Chilicola och familjen korttungebin. Inga underarter finns listade i Catalogue of Life.